# Martin Hirthe
Paul Heinrich Martin Hirthe (* 13. Februar 1921 in Berlin-Pankow; † 9. August 1981 in Berlin-Zehlendorf) war ein deutscher Schauspieler und Synchronsprecher.

## Leben

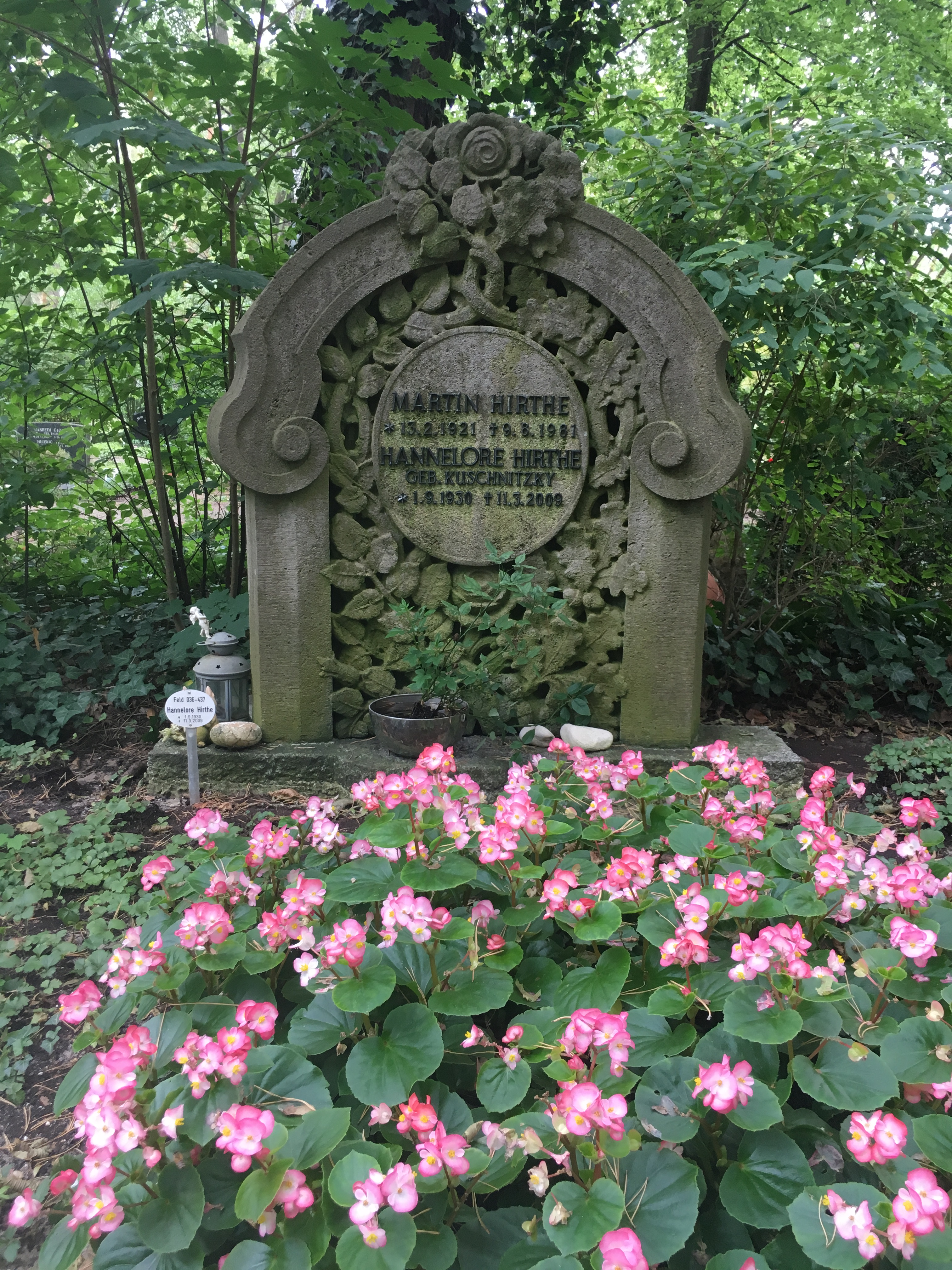
Das Grab von Martin Hirthe

Hirthe, der als Jugendlicher einem Wunsch seines Vaters entsprechend ein Praktikum bei Siemens ableistete, stand erstmals im Alter von 16 Jahren in einer Aufführung von William Shakespeares Der Kaufmann von Venedig auf einer Theaterbühne.
Seine Nachkriegslaufbahn als Schauspieler begann er 1949 im österreichischen Klagenfurt. Danach spielte er in Graz und Wien, ging 1951 nach Baden-Baden und schließlich nach Kassel und Göttingen. 1961 wechselte Martin Hirthe an die Staatlichen Schauspielbühnen Berlin während der Intendanz von Boleslaw Barlog. In den folgenden zwei Jahrzehnten wirkte er dort als Charakterdarsteller. Hier spielte er u. a. 1962 eine Hauptrolle, den ehemaligen Theaterdirektor Hassenreuter, in Hauptmanns Die Ratten. Seine letzte Rolle absolvierte Hirthe kurz vor seinem Tod 1981 während der Intendanz von Boy Gobert in einer Inszenierung von Harold Pinters Stück Das Treibhaus.
In ca. 40 Fernseh- und Kinofilmen stand Hirthe vor der Kamera, darunter in mehreren Produktionen von Falk Harnack, so etwa 1962 in Jeder stirbt für sich allein nach Hans Fallada mit Edith Schultze-Westrum und ein Jahr später in Die Wölfe mit Thomas Holtzmann. 1971 war er in Unser Willi ist der Beste zu sehen, 1976 in der Neuverfilmung von Jeder stirbt für sich allein. Von 1975 bis 1977 spielte Hirthe den Berliner Hauptkommissar Schmidt in drei Filmen der Tatort-Fernsehreihe.
Hirthes tiefe, energische Stimme war auch in Hörspielen zu hören, so unter anderem in den Mehrteilern Fünf tote alte Damen, Das vierte Skalpell, Die letzte Visite und Nimm Platz und stirb nach Romanen von Hans Gruhl der 1960er Jahre. Außerdem war er als Synchronsprecher aktiv, besonders bei Zeichentrickfilmen, bei denen er oft die Rolle des Bösewichts sprach (z. B. Disney’s Robin Hood, Tim und Struppi und der Haifischsee und Asterix und Kleopatra).
Hirthe war seit dem 19. November 1956 mit Hannelore Sophie geb. Kuschnitzky (1930–2009) verheiratet. Die Eheschließung fand in Bonn statt. Martin Hirthe starb am 9. August 1981 um 06:30 Uhr in Berlin-Zehlendorf in seinem Haus in der Terrassenstraße 18–20 im Alter von 60 Jahren nach längerer Krankheit an den Folgen eines Hirntumors. Seine Grabstätte befindet sich auf dem Waldfriedhof Zehlendorf in der Abt. VIII-W-170/171.
Seine Tochter Natascha ist ebenfalls Schauspielerin, die Tochter Caroline Fotografin.

## Synchronarbeit
Hirthe war auch als Synchronsprecher tätig und lieh Schauspielern seine Stimme, unter anderem:
- Claude Akins
- Richard Attenborough
- Stanley Baker
- Martin Balsam
- Ernest Borgnine
- Charles Bronson
- Mel Brooks
- Yul Brynner
- Adolfo Celi
- Lee J. Cobb
- Cesare Danova
- Jack Elam
- Henry Fonda
- Charles Gray
- Alan Hale Jr.
- Stacy Keach
- Karl Malden
- Lee Marvin
- Walter Matthau
- Richard Mulligan
- Gregory Peck
- Vincent Price
- Telly Savalas
- George C. Scott
- Bud Spencer
- Rod Steiger
- Peter Ustinov
- Jack Warden
- Orson Welles
- Frank Wolff
- Morgan Woodward

## Filmografie (Auswahl)
- 1959: Nacht fiel über Gotenhafen
- 1959: Nick Knattertons Abenteuer
- 1959: Natürlich die Autofahrer
- 1964: Ein Frauenarzt klagt an
- 1966: Ganovenehre
- 1967: Mister Dynamit – Morgen küßt Euch der Tod
- 1969: Todesschüsse am Broadway
- 1971: Unser Willi ist der Beste
- 1976: Jeder stirbt für sich allein
- 1978: Schöner Gigolo, armer Gigolo

## Fernsehen (Auswahl)
- 1959: Der Kirschgarten (als Jermolai Alexejitsch Lopachin)
- 1960: Wer überlebt, ist schuldig (als Autohändler Grebenow)
- 1960: Bedienung bitte – (als Gordon Miller)
- 1961: Aus Gründen der Sicherheit (als Larry Drake)
- 1962: Jeder stirbt für sich allein (als Obergruppenführer Prall)
- 1963: Die Wölfe (als Verrat)
- 1964: Die Sanfte (als Der Kaufmann)
- 1965: Romulus der Große (als Emperor Zeno)
- 1965: Es geschah in Berlin, Folge: Willis ruhige Tour (als Kriminalbeamter Robert)
- 1966: Leben wie die Fürsten (als Geschäftsmann)
- 1966: Abendkurs (als Ambrose Solto)
- 1966: Die schwarze Hand (als Oberst Artamanow)
- 1967: Die spanische Puppe (als Ivor)
- 1967: Ein Schloß in Schweden (als Hugo)
- 1967: Stella (als Verwalter)
- 1968: Kidnap – Die Entführung des Lindbergh-Babys (als Assistant Chief Brookman)
- 1968: Mexikanische Revolution (als Navarro)
- 1968: Wind in den Zweigen des Sassafras (als John-Emery Rockefeller)
- 1969: Tagebuch eines Frauenmörders (als General Calvados)
- 1969: Der Sturm (als Stephano)
- 1969: Der irische Freiheitskampf (als Winston Churchill)
- 1969: Spion unter der Haube (als Redakteur)
- 1969: Sir Basil Zaharoff – Makler des Todes (als Lloyd George)
- 1969: Waterloo (als General Lobau)
- 1970: Bend Sinister (als Maximow)
- 1970: Wie man seinen Gatten los wird (als Oscar Hurry)
- 1970: Das Bastardzeichen
- 1970: Friedrich III. ‚…gestorben als Kaiser‘ (als Geheimrat von Bergmann)
- 1970: August der Starke – Ein ganzes Volk nennt ihn Papa (als August der Starke)
- 1970: Drüben bei Lehmanns: Querschüsse
- 1971: Yester – der Name stimmt doch? (als Edmund Clenz)
- 1971: Seine Majestät Gustav Krause (als Direktor Büttner)
- 1971: Der Flaschenteufel (als Bootsmann)
- 1971: Maestro der Revolution (als Prati)
- 1971: Mr. Tingling stellt ein (als Tingling)
- 1971: Ein Fall für Herrn Schmidt (als Schurek)
- 1971: Narrenspiegel (als Heinrich)
- 1972: Flint (als Mr. Hodge)
- 1972: Max Hölz. Ein deutsches Lehrstück
- 1972: Das Klavier (als Rechtsanwalt Wolff)
- 1972: Manolescu – Die fast wahre Biographie eines Gauners (als Pressechef)
- 1973: Ein Fall für Goron (als Leduc)
- 1974: Arme klauen nicht (als Toni)
- 1975: Gestern gelesen (Fernsehserie, eine Folge)
- 1975: Im Werk notiert
- 1975: Die halbe Eva
- 1975: Beschlossen und verkündet: Mitgegangen – Mitgefangen
- 1975: Kommissariat 9: Guten Appetit
- 1975: Vierauge (als Snass)
- 1975: Damals wie heute
- 1975: Sergeant Berry...und wieder ein Zufall
- 1975: Tatort: Tod im U-Bahnschacht
- 1976: Sladek oder Die schwarze Armee (als Rübezahl)
- 1976: Intermezzo für fünf Hände (als Monsieur Bernard)
- 1976: Partner gesucht
- 1976: Tatort: Transit ins Jenseits
- 1977: Tatort: Feuerzauber
- 1977: Das Verhör des Ernst Niekisch
- 1977: Geschäft mit der Sonne

## Hörspiele (Auswahl)
- 1952: Friedrich Dürrenmatt: Der Prozeß um des Esels Schatten – Regie: Karl Peter Biltz (SWF)
- 1953: Ernst von Khuon: Raumstation I beherrscht die Erde – Regie: Gerd Beermann (SWF)
- 1957: Theodor Fontane: Unwiederbringlich – Regie: Ulrich Lauterbach (HR)
- 1962: Ingmar Bergman: Ein gestrenger Herr – Regie: Friedhelm Ortmann (SWF)
- 1962: Ernst Klein: Die Meute (Sam Ruffino / Trieska) – Regie: Curt Goetz-Pflug (SFB)
- 1963: Freeman Wills Crofts: Der Bahnübergang – Regie: Curt Goetz-Pflug (SFB)
- 1963: Jean Anouilh: Majestäten (Napoleon) – Regie: Hans Conrad Fischer (SFB)
- 1964: Hans Gruhl: Nimm Platz und stirb (5 Teile) – Regie: Curt Goetz-Pflug (SFB)
- 1964: Traute Hellberg: Wie jeden Tag – Regie: Jörg Jannings (RIAS Berlin)
- 1965: Hans Gruhl: Fünf tote alte Damen (5 Teile) – Regie: Curt Goetz-Pflug (SFB/WDR)
- 1966: Andreas Fuchs: Beutz braucht Schonung (Diplomingenieur Hopf) – Regie: Günter Braun (RIAS Berlin)
- 1968: Hans Gruhl: Das vierte Skalpell (4 Teile) – Regie: Curt Goetz-Pflug (WDR)
- 1968: Ephraim Kishon: Zieh den Stecker raus, das Wasser kocht – Regie: Wolfgang Spier (RIAS Berlin)
- 1969: John W. Wainwright: Der Mörder der Emma Forcett (6 Teile) – Regie: Otto Kurth (WDR)
- 1969: Sheila Hodgson: Gewonnen (Gittins) – Regie: Miklos Konkoly (SFB)
- 1969: Hans Gruhl: Die letzte Visite (4 Teile) – Regie: Friedhelm von Petersson (WDR)
- 1972: Robert A. Heinlein: Revolte auf Luna (4 Teile) – Regie: Heinz Dieter Köhler (WDR)
- 1973: -ky: Ein Mord zur rechten Zeit – Regie: Frank-Erich Hübner (WDR)
- 1973: Michael Koser: Dies Blutbild ist bezaubernd schön – Ein Vampir-Hörspiel (Stan Broker) – Regie: Manfred Marchfelder (RIAS Berlin)
- 1973: Rodney David Wingfield: Aasgeier (Mr. James) – Regie: Otto Düben (SDR) – Erstsendung: 1. Okt. 1973
- 1974: John Arden und Margaretta D’Arcy: Das Erbe von Ballygombeen (Hagan) – Regie: Walter Adler (WDR/SR)
- 1974: Hansjörg Schneider: Der Erfinder (Philipp Bögli, Erfinder) – Regie: Hans Bernd Müller (SFB)
- 1978: Fjodor Michailowitsch Dostojewski: Raskolnikow (4 Teile) – Regie: Thomas Köhler (SWF)
- 1980: Jacques Futrelle: Professor van Dusen ermittelt (14: Folge: Rotes Blut und weißer Käse) – Regie: Rainer Clute (RIAS Berlin)
- 1980: John Ronald Reuel Tolkien: Der kleine Hobbit (sprach dort den Troll Tom, den Elbenkönig und Beorn) – Regie: Heinz-Dieter Köhler (WDR)